# Medha Patkar
Medha Patkar, född 1 december 1954 i Bombay, är en indisk aktivist för social rättvisa. Hon arbetar med politiska och ekonomiska frågor tillsammans med ursprungsfolk, kastlösa, jordbrukare, arbetare och kvinnor i Indien.
Patkar studerade vid Ruia College i Bombay, och tog en mastersexamen i socialt arbete vid Tata Institute of Social Sciences i Bombay 1980.
Därefter jobbade hon med volontärorganisationer i Bombays slumområden i 5 år, och i med ursprungsfolk i nordöstra Gujarat i 3 år. 
1991 mottog hon Right Livelihood-priset tillsammans med Baba Amte och organisationen Narmada Bachao Andolan för sitt arbete för människor som blir tvingade från sina hem på grund av dammbyggen.
1992 fick hon Goldman Environmental Prize.
1996 medgrundade hon National Alliance of People's Movements, en paraplyorganisation för progressiva organisationer i Indien.
2006 tvångsvårdades hon på sjukhus efter en hungerstrejk till förmån för människor som drabbas av dammbyggen.